# Сверблячка

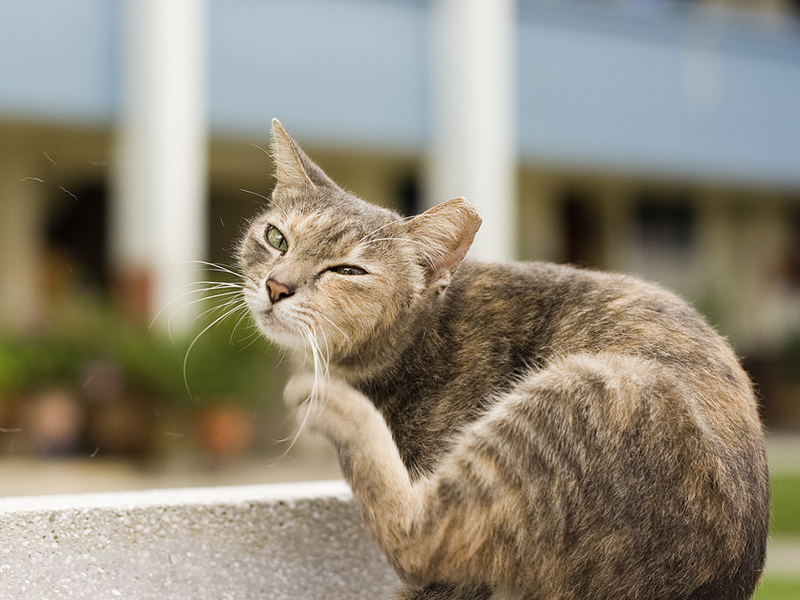

Свербля́чка, свербі́ж, свербі́ння, іноді свербе́ць (лат. pruritis) — неприємне відчуття подразнення, печіння і поколювання у якій-небудь ділянці шкіри, зумовлене різними причинами (вплив хімічних речовин, бактерій, вірусів, паразитичних грибів, інших паразитів). Відчуття свербежу часто виражається у гострій потребі потерти або почухати певну ділянку шкіри.

## Причини
Відчуття свербежу може бути спричинене ростом чи рухом волосся, або випуском хімічної речовини (гістаміну) з клітин під шкірою. Сверблячка розглядається як захисний механізм, оскільки вона допомагає істоті видалити паразитів зі своєї шкіри.
Свербіж виникає внаслідок подразнення нервових закінчень під впливом таких причин:
- Стреси, психічні розлади;
- Попадання на шкіру подразнюючих речовин: кислот, лугів, бойових отруйних речовин (адамсит, інші подразнюючі шкіру речовини — іританти);
- Вплив інших організмів:
  - Паразити: короста, гельмінтози;
  - Укуси: воші, блохи, постільні клопи, гнус;
  - Ужалення: осами, бджолами, мурахами тощо;
  - Контакт з деякими рослинами;
- Захворювання:
  - Шкірні і інфекційні захворювання: екзема, псоріаз, оперізуючий герпес, мікози, сибірка;
  - Алергія;
  - Лімфогранулематоз;
  - Геморой;
  - Цукровий діабет;
- Наслідки опіків і обморожень;
- Процес загоєння ран — особливо сильно свербіж проявляється у фазі активного загоєння ушкоджень;
- Травми шкірних покривів:
  - Роздратування тертям: мозолі, потертості, особливо інфіковані;
  - Механічне пошкодження шкіри тонкими і гострими мікрооб'єктами (уламки волокон скловати, скабки, колючки);
  - Роздратування після гоління;
- Нерегулярне проведення гігієнічних процедур.

## Механізм зворотного зв'язку при свербінні і заходи боротьби з ним

### Розчісування
Виникнення свербежу зазвичай зумовлює майже непереборне бажання почухати уражене місце, однак при розчісуванні свербіж тільки посилюється.

### Заходи боротьби з сверблячкою
- Основну увагу слід приділити усуненню причин виникнення свербежу;
- Зазвичай тепло посилює свербіж, а охолодження — зменшує;
- До усунення основної проблеми слід використовувати симптоматичні засоби.

## Інше
- Свербець — різновид дерматозу[4]